# ラッキールーザー
ラッキールーザーは、試合に敗れたものの、勝利者の辞退などにより勝利者と同等の扱いとなった競技者・チームのことである。

## 概要
敗北・敗退が一度は決定したものの、勝利もしくはより上位の成績を収めた競技者やチームが棄権もしくは失格となり、その競技者やチームの代わりに勝利者になったり次ラウンド進出が決定した場合、その競技者やチームはラッキールーザーと呼ばれる。
このほか、敗れたもしくは一定の成績を下回った競技者やチームの中から成績が優秀な競技者・チームをいくつか次ラウンドに進めることがあるが、これによって次ラウンド進出を果たした競技者やチームもラッキールーザーと呼ばれることがある。